# Guitares Vigier
Pour les articles homonymes, voir Vigier.
Vigier  est une entreprise française spécialisée dans les guitares et basses électriques haut de gamme. La société a été créée en 1980 par Patrice Vigier et produit ses instruments à Grigny dans le département de l’Essonne. En plus de la fabrication, Vigier est actif dans l'importation et la distribution d'instruments de musique, d'amplificateurs et d'accessoires de marque à travers son département High Tech Distribution.

## Histoire de la marque

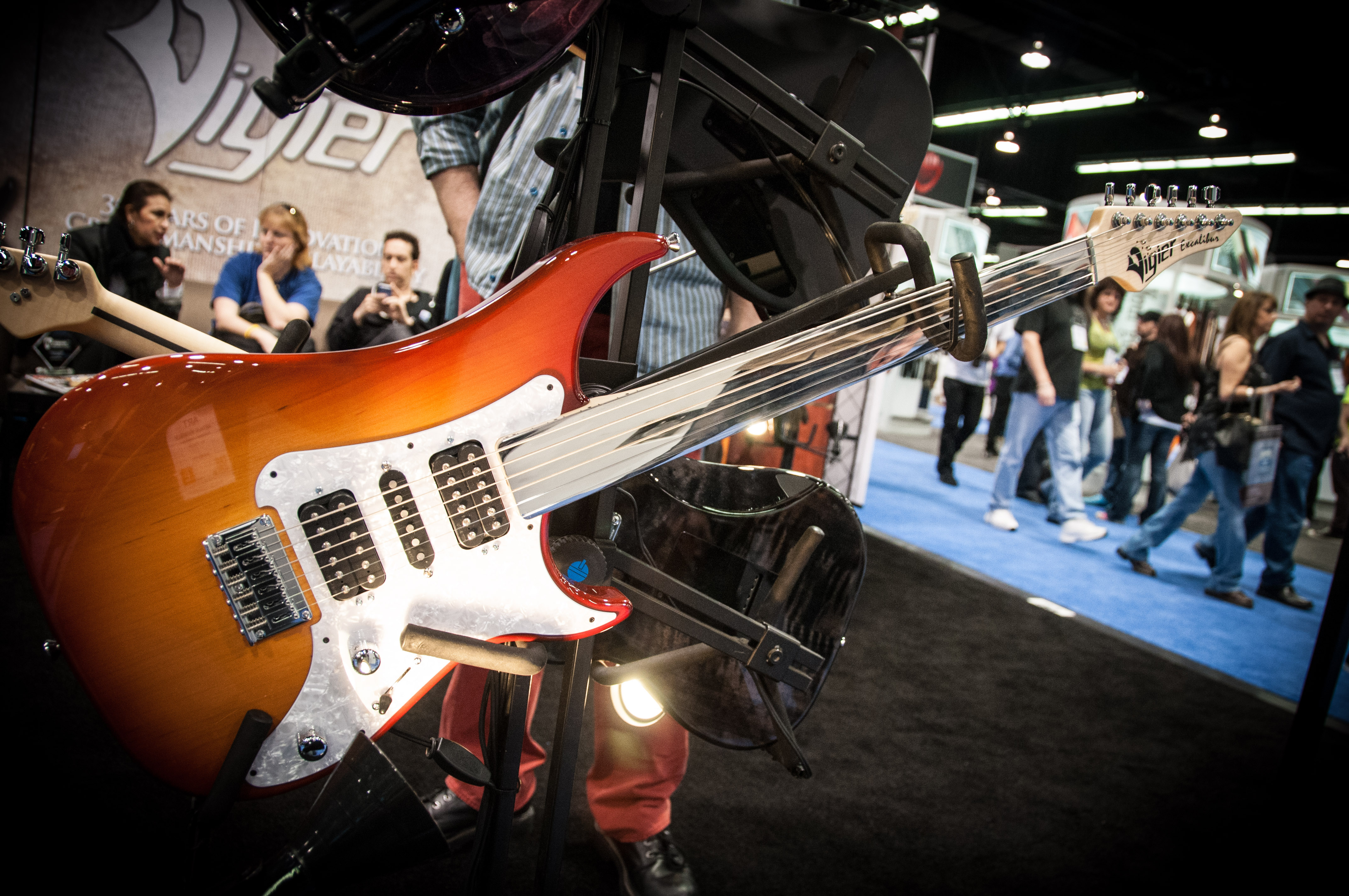
Vigier Excalibur Surfreter fretless au NAMM Show 2014.

Patrice Vigier, originaire des Ulis, entame ses activités de lutherie vers la fin des années 1970. Il commence par modifier ses propres guitares puis construit des manches vernis. Par l'intermédiaire d'un ami, Philippe Lacour de Distribution Music, Vigier rencontre ses premiers clients à Montparnasse et, dans la même période, réalise sa première guitare fretless avec une touche en verre sur la base d'une guitare classique. En 1980 il crée la société Vigier et présente les premières guitares et basses de la série Arpege au salon de la musique,. Les instruments présentent les caractéristiques suivantes :
- un manche traversant de forme trapézoïdale allant du talon au bout de la caisse,
- un manche renforcé par une sous-touche métallique,
- une alimentation par accumulateur,
- un chevalet à ancrage traversant le corps et
- des micros à double bobinages Benedetti custom

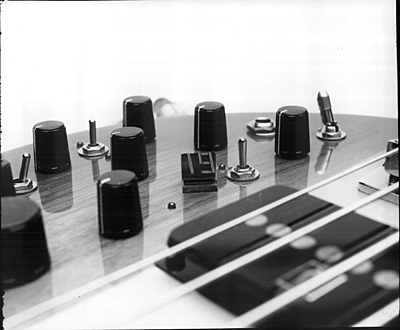
Le système Nautilus(1982).

Une version fretless avec une touche en métal est aussi présentée au salon. Vigier construit aussi un modèle doté du système Nautilus qui permet de créer et de mémoriser des sons à l'aide des multiples égaliseurs directement intégrés dans la caisse de la guitare. Au cours des années suivantes, la marque lance deux autres modèles de guitares et de basses: la Passion (1983) et la Marilyn (1985). En 1986 Vigier diversifie ses activités en créant un département d'importation et de distribution d'instruments, d'amplificateurs et d'accessoires. Les marques distribuées sont, entre autres, Ampeg, DiMarzio, Ernie Ball, Music Man, Premier, Orange et Trace Eliott. Deux ans plus tard le département reçoit le nom High Tech Distribution ce qui permet à Vigier de séparer ses activités de fabrication et de distribution.
Dans les années 1990 Vigier introduit deux nouveaux modèles: l'Excalibur (1991), sa variante fretless, la Surfretter (1998), et la basse Excess (1996). En 2000 Vigier célèbre les 20 ans de la marque en présentant une Excalibur Surfretter ornée d'or, de diamants, de saphirs et d'émeraudes pour une valeur de 30 000 euros. La même année, elle introduit l'Expert, un modèle avec 3 micros simple bobinage. Vigier développe aussi une guitare dont le sélecteur et les boutons de volume et tonalité sont pilotables par le canal MIDI et mémorisables. Un prototype est présenté en 2003 au salon de Francfort mais le projet n'aboutit pas car Patrice Vigier n'a jamais validé la version finale. Dans la deuxième moitié des années 2000, Vigier introduit des modèles signatures, notamment l'Excalibur Shawn Lane en 2005, l'Excalibur Bumblefoot Ron Thal et l'Excess Roger Glover en 2006. En 2009 Vigier introduit son modèle singlecut, la G.V., en hommage à Georges Vigier, défunt père de Patrice,.
En novembre 2024, Patrice Vigier annonce qu’il part à la retraite et que l'entreprise s’arrête.

## Modèles

### Guitares électriques

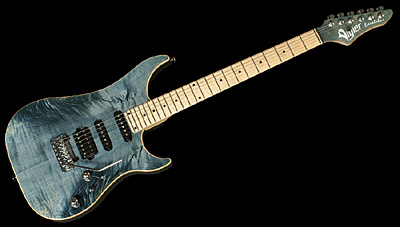
Guitare Vigier Excalibur Ultra Blues.

- Excalibur
- G.V.
- Expert
- Marilyn
- Bfoot
- DoubleBfoot
- Arpege
- Passion[6].

### Basses électriques
- Arpege
- Excess
- Passion

## Méthode de fabrication
Le cycle de fabrication d'un instrument Vigier dure de 3 à 5 mois et est fait en partie à la main et en partie à l'aide de machines. Les essences utilisées tels que l'aulne, l'érable et le frêne proviennent de forêts françaises, le palissandre d'Inde et l'acajou du Honduras. Les bois sont triés, étuvés puis séchés naturellement pendant 3 à 7 ans jusqu'à ce que la teneur en eau atteigne la valeur voulue. En dehors du bois, Vigier utilise d’autres matériaux tels que le Delta metal ou Imetal, des alliages à base d'acier inoxydable ou de cuivre, et le phenowood qui est issu d’une compression de cellulose de bois et de résine phénolique.
Le corps des guitares est construit à partir de deux morceaux. Des machines-outils effectuent les découpes et les chanfreins. La touche des manches, quant à elle, est rectifiée au 1/100 de millimètre. Les manches sont équipés du système 90/10 (90 % de bois, 10 % de carbone) qui consiste en une barre de renforcement en carbone au lieu d’une tige de réglage. Le reste des opérations est effectué à la main. Le poids de l'instrument est maintenu autour de trois kilos en tenant compte de l'équilibre. Le collage et le vernis sont mis à sécher pendant cinq semaines avant d’être considérés comme secs. De fines couches sont appliquées sur les instruments pour obtenir un meilleur résultat.
Pour l'électronique et l'accastillage, les instruments sont équipés de frettes en acier inoxydable ainsi qu'une frette zéro interchangeable en 6 ou 7 parties, d'électroniques Vigier et les cavités sont blindées. Les attache-courroies sont sécurisées par un insert pénétrant profondément dans le corps. Les modèles avec chevalet flottant disposent d’un vibrato Vigier (2011 et 2017) monté sur roulements à billes. Vigier produit en moyenne 500 instruments par an.

## Récompenses
En 1992 Patrice Vigier est élu "luthier de l'année" dans la catégorie électrique et en 1993 le modèle Excalibur se voit décerner le titre de "guitare la plus innovante de l'année" par le magazine américain "The Music And Sound Retailer". Le magazine américain Premier Guitar a nommé à deux reprises la marque Vigier aux Premier Gear Awards: en 2011 pour la G.V. Wood et en 2013 pour l'Excalibur Special 7,.

## Artistes Vigier

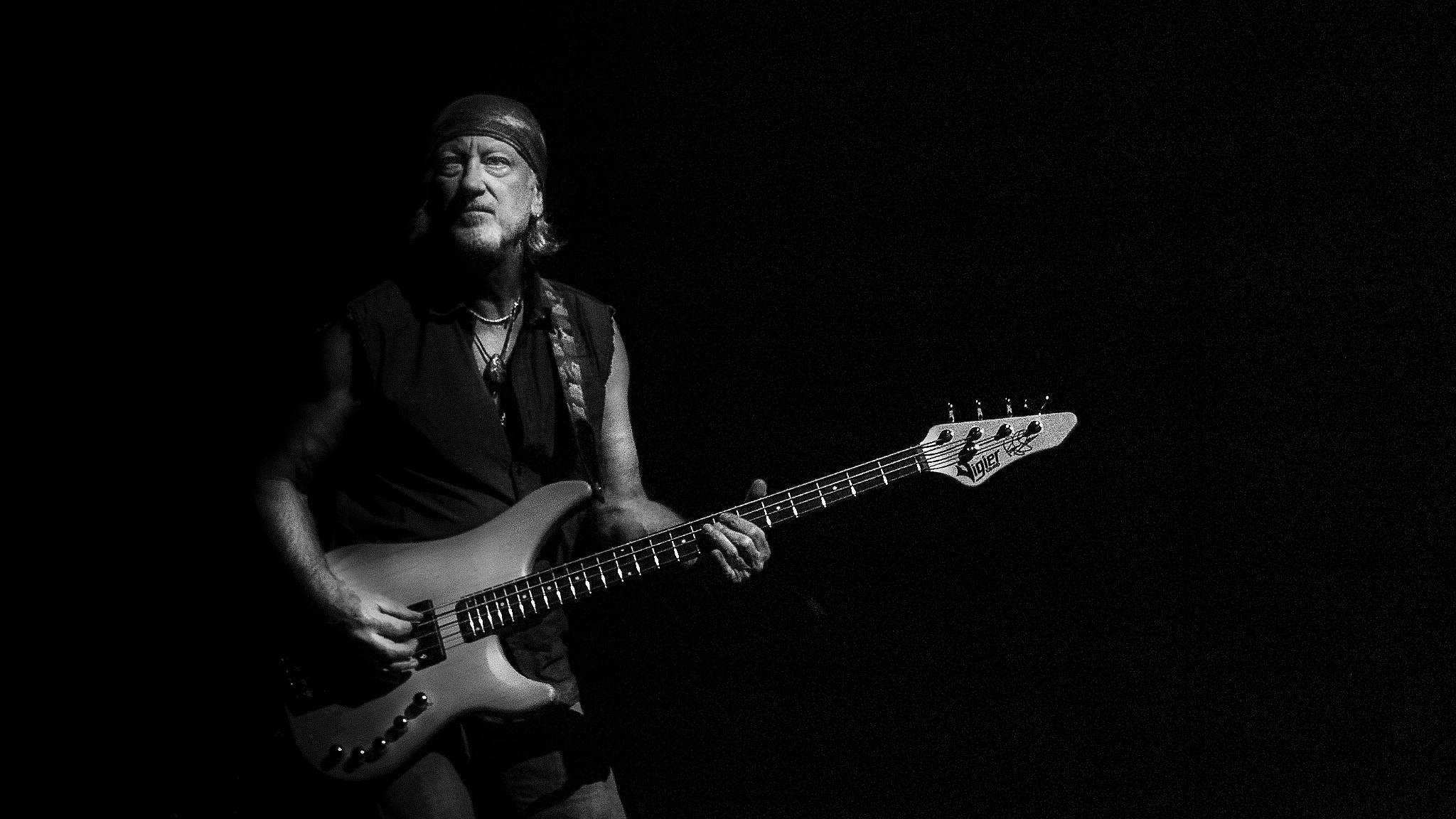
Roger Glover, bassiste de Deep Purple, avec sa basse Vigier.

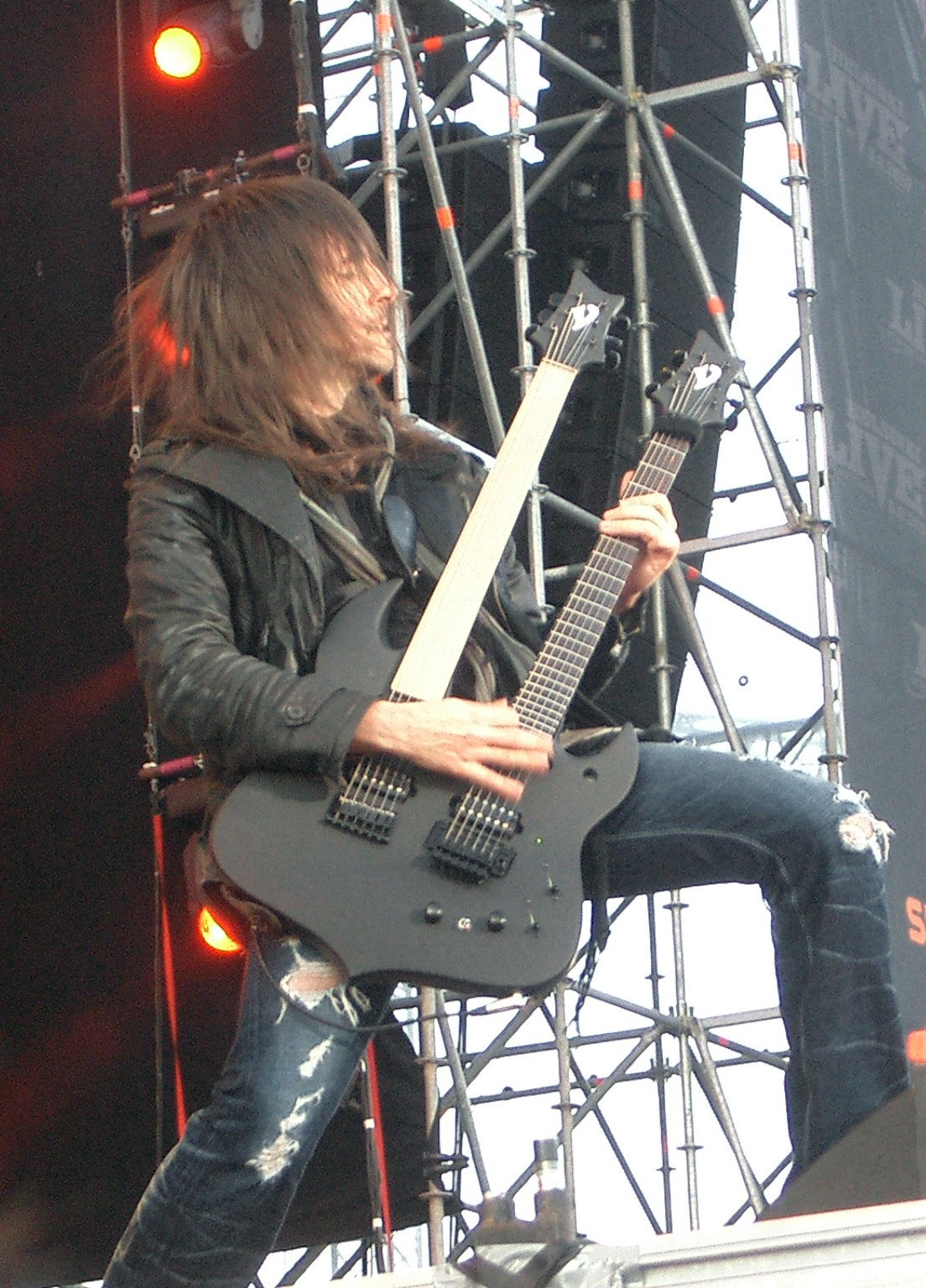
Ron Thal en concert en 2010 avec une Vigier double manche (fretless et frettée).

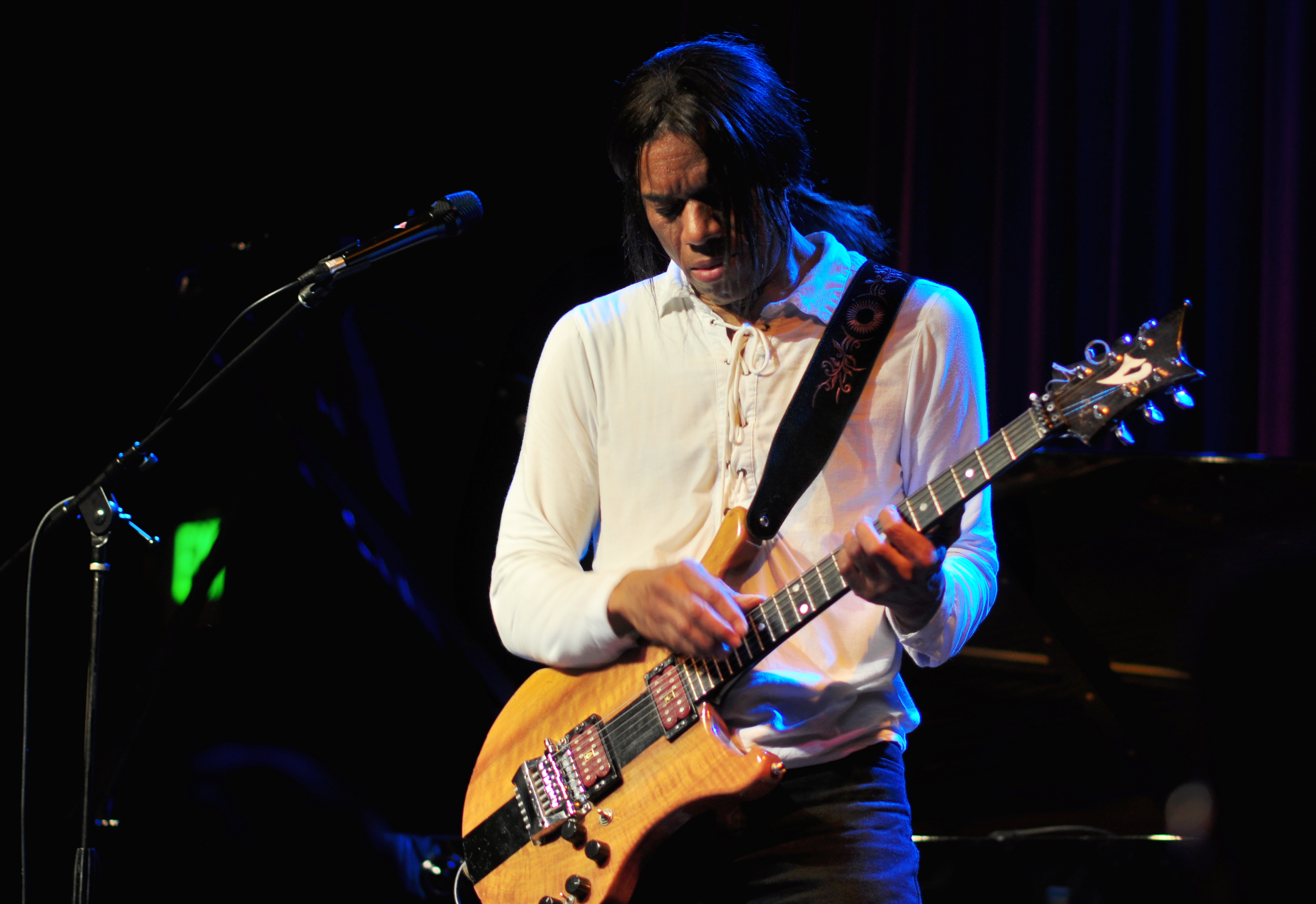
Stanley Jordan jouant sur une guitare Vigier.

- Jean Beauvoir
- Thomas Bressel
- Geezer Butler
- Nick Douglas
- Derek Forbes
- Roger Glover
- Christophe Godin
- Guthrie Govan
- Patrice Guers
- Stanley Jordan
- Shawn Lane
- Lapiro de Mbanga
- Gary Moore
- Muhammed Suiçmez
- Ron Thal, dit Bumblefoot
- Walter Trout
- Tina S[13]

- Youri de Groote